# 爱情雷达
《爱情雷达》（英語：”Radar”）是美国歌手布兰妮·斯皮尔斯的一首歌曲，收录于她的第5张录音室专辑《暈炫風暴》和第6张专辑《妮裳馬戲團》中。歌曲于2006年11月录制，歌词内容与斯皮尔斯当时的私生活无关。《爱情雷达》原定为《晕炫风暴》的第3支单曲，但后来《打破僵局》代替了《爱情雷达》的发行。后来歌曲又计划发行为《晕炫风暴》的第4支单曲，2008年7月在部分国家发行了实体单曲CD，但后来取消了发行计划。之后，歌曲被重新收录于《妮裳馬戲團》的加值歌曲中，并于2009年6月作为专辑的第4支单曲发行。
音乐上，《爱情雷达》是一首中速的电音流行和流行电音歌曲。歌词描述了女主人公与男人之间的关系，女主人公对男人是否了解她的感受不解。歌曲获得了褒贬不一的乐评；部分乐评称歌曲是《晕炫风暴》的亮点，而还有部分乐评称歌曲被过分制作了，批评了对斯皮尔斯声音的处理。2008年7月，歌曲在爱尔兰和新西兰进入排行榜前40，并进入了瑞典排行榜前10。在歌曲作为《妮裳馬戲團》的单曲发行之后，歌曲在榜单表现不佳，在绝大多数国家未进入排行榜前40名。然而歌曲在《告示牌》流行单曲榜表现较佳。
歌曲的音乐录像带由戴夫·梅耶斯导演，致敬了麦当娜1994年歌曲《謝幕》。在音乐录像带中，斯皮尔斯作为女主人公与两位马球运动员发生情爱纠葛。音乐录像带获得了褒贬不一的评价，评论称赞了其时尚但批评了情节非原创。斯皮尔斯在妮裳马戏团巡回演唱会以钢管舞形式表演了本歌曲。

## 曲目列表
| - 数字下载 – EP 1. "Radar" – 3:48 2. "Radar" (Bloodshy & Avant Remix) – 5:43 3. "Radar" (Manhattan Clique UHF Remix) – 5:53 4. "Radar" (Tonal Club Remix) – 4:55 5. "Radar" (Tonal Radio Remix) – 4:01 | - CD单曲 1. "Radar" – 3:48 2. "Radar" (Tonal Club Remix) – 4:55 - 数字下载 – 数字 45 1. "Radar" – 3:48 2. "Radar" (Bloodshy & Avant Remix) – 5:39 |

## 榜单
| 榜单（2007年-2009年）                    | 最高 排位 |
| ---------------------------------------- | --------- |
| 澳大利亚（澳大利亚唱片业协会單曲榜）     | 46        |
| 比利时瓦隆（Ultratip榜外單曲榜）         | 13        |
| 巴西（《公告牌》Brasil Hot 100 Airplay） | 89        |
| 加拿大（Canadian Hot 100）               | 65        |
| 加拿大（《告示牌》Canada CHR）           | 27        |
| 独联体（Tophit独联体电台榜）             | 137       |
| 萨尔瓦多（埃菲通讯社单曲榜）             | 6         |
| France Download (SNEP)                   | 44        |
| Global Dance Tracks (Billboard)          | 27        |
| 愛爾蘭（愛爾蘭唱片音樂協會单曲榜）       | 32        |
| 新西兰（新西兰唱片音乐协会单曲榜）       | 32        |
| 斯洛伐克（電台百強單曲榜）               | 90        |
| 瑞典（瑞典最熱榜）                       | 8         |
| 英國（官方榜单公司單曲榜）               | 46        |
| 美国（《告示牌》百大單曲榜）             | 88        |
| 美國（《告示牌》Pop Airplay）            | 30        |
| 委内瑞拉（唱片报告委内瑞拉流行摇滚榜）   | 1         |

| 榜单（2008年）      | 排位 |
| ------------------- | ---- |
| 黎巴嫩（NRJ单曲榜） | 58   |

| 榜单（2009年）         | 排位 |
| ---------------------- | ---- |
| 巴西（克勞利廣播分析） | 56   |

## 发行历史
| 国家 | 日期         | 形式         | 厂牌       |
| ---- | ------------ | ------------ | ---------- |
| 美国 | 2009年6月5日 | 当代节奏电台 | Jive Zomba |